# 沃爾尼切尼鄉 (博托沙尼縣)
47°59′N 26°40′E / 47.983°N 26.667°E
沃爾尼切尼鄉（羅馬尼亞語：Comuna Vorniceni, Botoșani），是羅馬尼亞的鄉份，位於該國東北部，由博托沙尼縣負責管轄，面積60平方公里，海拔高度200米，2007年人口4,500，人口密度每平方公里75人。